# Sutherland (Familienname)
Sutherland ist ein Familienname.

## Namensträger
- A. Edward Sutherland (1895–1973), US-amerikanischer Schauspieler und Regisseur
- Alan Sutherland (* 1944), neuseeländischer Rugby-Union-Spieler
- Alistair Sutherland, 25. Earl of Sutherland (* 1947), britischer Peer
- Alyssa Sutherland (* 1982), australisches Model und Schauspielerin
- Andrea Sutherland (* 1988), jamaikanische Hürdenläuferin
- Angus Redford Sutherland (* 1982), kanadischer Schauspieler
- Annabel Sutherland (* 2001), australische Cricketspielerin
- Anne Sutherland-Leveson-Gower, Duchess of Sutherland (1829–1888), britische Adlige
- Bill Sutherland (Eishockeyspieler) (1934–2017), kanadischer Eishockeyspieler und -trainer
- Bill Sutherland (Leichtathlet) (* 1945), britischer Geher
- Bill Sutherland (Physiker) (* 1943), US-amerikanischer Physiker
- Bruce Sutherland (1926–2010), US-amerikanischer Pianist, Cembalist, Musikpädagoge und Komponist
- Carol Humphrey Vivian Sutherland (1908–1986), britischer Numismatiker
- Catherine Sutherland (* 1974), australische Schauspielerin
- Cathleen Sutherland, US-amerikanische Filmproduzentin
- Colin Sutherland, Lord Carloway (* 1954), schottischer Lord President des Court of Justice
- Cromartie Sutherland-Leveson-Gower, 4. Duke of Sutherland (1851–1913), britischer Adliger und Mitglied des House of Lords
- Daniel Sutherland (1869–1955), US-amerikanischer Politiker
- Daniel E. Sutherland (* 1946), US-amerikanischer Historiker
- Darren Sutherland (1982–2009), irischer Boxer
- David Sutherland (1933–2023), britischer Illustrator und Comic-Künstler
- Donald Sutherland (1935–2024), kanadischer Schauspieler
- Donald Sutherland (Siedler) (1835–1919), neuseeländischer Seemann, Soldat, Goldsucher und Siedler schottischer Herkunft
- Donald Sutherland (Politiker) (1863–1949), kanadischer Politiker
- Donald Matheson Sutherland (1879–1970), kanadischer Politiker
- Earl Wilbur Sutherland (1915–1974), US-amerikanischer Physiologe
- Edwin H. Sutherland (1883–1950), US-amerikanischer Kriminalsoziologe
- Efua Theodora Sutherland (1924–1996), ghanaische Schriftstellerin
- Elizabeth Sutherland, 24. Countess of Sutherland (1921–2019), britische Peeress und Politikerin (parteilos)
- Ernest Sutherland (1894–1936), neuseeländisch-südafrikanischer Zehnkämpfer und Speerwerfer
- Esi Sutherland-Addy, ghanaische Aktivistin und Hochschullehrerin
- Evelyn Greenleaf Sutherland (1855–1908), US-amerikanische Journalistin und Schriftstellerin
- Fern Sutherland (* 1987), neuseeländische Schauspielerin
- Gavin Sutherland (* 1951), britischer Musiker, siehe The Sutherland Brothers
- George Sutherland (1862–1942), US-amerikanischer Politiker und Richter
- George Sutherland (Leichtathlet) (1903–1951), kanadischer Hammerwerfer
- George Leveson-Gower, 1. Duke of Sutherland (1758–1833), britischer Adliger, Politiker und Diplomat
- George Sutherland-Leveson-Gower, 2. Duke of Sutherland (1786–1861), britischer Adliger und Politiker
- George Sutherland-Leveson-Gower, 3. Duke of Sutherland (1850–1858), britischer Adliger und Politiker
- George Sutherland-Leveson-Gower, 5. Duke of Sutherland (1888–1963), britischer Adliger, Politiker und Patron der Filmindustrie
- Graham Sutherland (1903–1980), britischer Maler
- Hal Sutherland (1929–2014), US-amerikanischer Zeichner und Zeichentrick-Regisseur
- Harriet Sutherland-Leveson-Gower, Duchess of Sutherland (1806–1868), britische Adlige und Hofdame (Mistress of the Robes) der Königin Victoria
- Hector Sutherland (Skirennläufer) (1927–2012), kanadischer Skirennläufer, Olympiateilnehmer 1948
- Hector Sutherland (Radsportler) (1930–2011), australischer Radrennfahrer
- Howard Sutherland (1865–1950), US-amerikanischer Politiker
- Hugh Sutherland (1907–1990), kanadischer Eishockeyspieler
- Hugh B. Sutherland (1920–2011), britischer Geotechniker
- Iain Sutherland (Diplomat) (1925–1986), britischer Diplomat, siehe Liste der britischen Botschafter in Russland
- Iain Sutherland (1948–2019), britischer Musiker, siehe The Sutherland Brothers
- Ivan Sutherland (* 1938), US-amerikanischer Computergrafiker
- Ivan Sutherland (Ruderer) (* 1950), neuseeländischer Ruderer
- Jabez G. Sutherland (1825–1902), US-amerikanischer Politiker
- Jahvin Sutherland (* 1994), vincentischer Fußballspieler
- James Sutherland (Botaniker) (um 1639–1719), britischer Botaniker
- James Sutherland (Politiker) (1849–1905), kanadischer Politiker
- James Sutherland (Schriftsteller) (* 1948), US-amerikanischer Science-Fiction-Autor
- James Sutherland (Choreograf), schottischer Choreograf
- James Runcieman Sutherland (1900–1996), britischer Literaturwissenschaftler
- James T. Sutherland (1870–1955), kanadischer Eishockeyspieler, -trainer und -funktionär
- Jane Sutherland (1853–1928), australische Malerin
- Jean L. Sutherland, australische Zoologin (publizierte 1933)

- Jeff Sutherland (Softwareentwickler) (* 1941), US-amerikanischer Softwareentwickler
- Jeff Sutherland (Spezialeffektkünstler), englischer Spezialeffektkünstler
- Joan Sutherland (1926–2010), australische Opernsängerin
- Joel Barlow Sutherland (1792–1861), US-amerikanischer Politiker
- John Sutherland (Mediziner) (1808–1891), schottischer Mediziner
- John Sutherland (Literaturwissenschaftler) (John Andrew Sutherland; * 1938), britischer Literaturwissenschaftler und Journalist
- John Sutherland (Chemiker) (* 1962), britischer Chemiker
- John Sutherland (Sänger) (John Steven Sutherland; * 1983), US-amerikanischer Sänger und Schauspieler
- John Sutherland, 16. Earl of Sutherland (1661–1733), schottisch-britischer Peer, Politiker und Militär
- Josiah Sutherland (1804–1887), US-amerikanischer Politiker
- Kenneth Sutherland (Radsportler), british-honduraischer (Belize) Radsportler (* 1943)
- Kenneth Sutherland, 3rd Lord Duffus, britischer Adliger, († 1733)
- Kenneth Sutherland Murray, britischer Governor und Consulting Engineer (1862–1935)
- Kenneth Sutherland, 4. Earl of Sutherland, schottischer Adliger (1279–1333)
- George Kenneth Sutherland, britischer Botaniker und Lichenologe (G.K.Sutherl., bl. 1915)
- Kenneth Sutherland-Graeme, anglikanischer Geistlicher (bl. 1931–1940)
- Kenneth Sutherland Johnson, Forscher
- Kenneth Sutherland, 1st Laird of Forse, schottischer Adliger (13. Jh.)
- Kenneth F. Sutherland, US-amerikanischer Politiker (1888–1954)
- Kevin Sutherland (* 1964), US-amerikanischer Golfer
- Kiefer Sutherland (* 1966), kanadischer Schauspieler und Musiker
- Kristine Sutherland (* 1955), US-amerikanische Schauspielerin
- Krystal Sutherland (* 1990), australische Autorin
- Liz Sutherland (* 1947), britische Sprinterin und Hürdenläuferin
- Lucy Sutherland (1903–1980), australisch-britische Historikerin
- Luke Sutherland (* 1971), schottischer Autor und Musiker
- Mary Sutherland (Botanikerin) (1893–1955), britisch-neuseeländische Försterin und neuseeländische Botanikerin
- Mary Sutherland (1895–1972), schottische Frauenrechtlerin und Gewerkschafterin
- Millicent Sutherland-Leveson-Gower, Duchess of Sutherland (1867–1955), britische Gesellschaftsdame und Sozialreformerin
- Murray Sutherland (* 1953), britischer Boxer (Supermittelgewicht), IBF-Weltmeister
- Peter Sutherland (1946–2018), irischer Politiker
- Rhoda Sutherland (1907–1989), britische Romanistin
- Rick Sutherland (1956–2022), US-amerikanischer Autorennfahrer
- Richard K. Sutherland (1893–1966), US-amerikanischer General
- Robert Sutherland (1907–1968), britischer Leichtathlet
- Roderick Dhu Sutherland (1862–1915), US-amerikanischer Politiker
- Rory Sutherland (Radsportler) (* 1982), australischer Radrennfahrer
- Rory Sutherland (Rugbyspieler) (* 1994), schottischer Rugby-Union-Spieler
- Rossif Sutherland (* 1978), kanadischer Schauspieler
- Sarah Sutherland (* 1988), US-amerikanische Schauspielerin
- Savannah Sutherland (* 2003), kanadische Hürdenläuferin
- Scott Sutherland (1910–1984), schottischer Bildhauer
- Spencer Sutherland (* 1992), US-amerikanischer Sänger
- Stewart Sutherland, Baron Sutherland of Houndwood (1941–2018), britischer Akademiker und Staatsdiener
- Sylvia Sutherland, kanadische Politikerin
- Tim Sutherland (* im 20. Jh.), britischer Schlachtfeldarchäologe
- Toben Sutherland (* 1975), kanadischer Freestyle-Skier
- Tui Sutherland (* 1978), venezolanisch-amerikanische Schriftstellerin, Mitglied des Autorenteams Erin Hunter
- Vanessa Allen Sutherland, US-amerikanische Juristin
- William Sutherland, 2. Earl of Sutherland, schottischer Adliger
- William Sutherland, 3. Earl of Sutherland, schottischer Adliger
- William Sutherland (Physiker) (1859–1911), schottisch-australischer Physikochemiker
- William Sutherland (Politiker) (1880–1949), britischer Politiker
- William G. Sutherland (1873–1954), US-amerikanischer Osteopath
- William J. Sutherland (* 1956), US-amerikanischer Zoologe und Hochschullehrer